# The Dark Pictures Anthology: Directive 8020
The Dark Pictures Anthology: Directive 8020 (с англ. — «Антология тёмных картинок: Директива 8020») — будущая компьютерная игра в жанрах интерактивного фильма/драмы и survival horror, разрабатываемая и изданная британской студией Supermassive Games. Релиз игры состоится в 2026 году для платформ Windows, PlayStation 5 и Xbox Series X/S.
Является первой игрой во втором сезоне и пятой из восьми запланированных во всей игровой антологии.

## Разработка

### Сюжет и дизайн
Как и в прочих играх серии, в Directive 8020 пригласили на главную роль узнаваемое лицо, которым в этот раз станет британская актриса Лашана Лич. Она будет исполнять роль Брианны Янг, астронавта и пилота колониального корабля «Кассиопея» (англ. Cassiopeia), который совершил аварийную посадку на экзопланете Тау Кита f, находящейся в 12 световых годах от Земли. Брианна, а также прочие астронавты отправились в сторону Тау Кита для поиска нового дома человечества, поскольку Земля находится на грани гибели.
Название игры связано с директивой NASA под номером 8020.7G, в которой говорилось о «контроле биологического заражения над вылетающими и прибывающими космическими аппаратами». Однако действие данной директивы закончилось 19 июня 2022 года.
Основное вдохновение команда разработчиков брала из фильма Джона Карпентера «Нечто», описав свою игру как «нечто в глубоком космосе». Также Уилл Дойл, креативный директор игры, заявил, что также черпал вдохновение и из других фильмов ужасов на космическую тематику, таких как «Чужой», «Сквозь горизонт», «Пандорум», «Прометей», «Спутник», а также из космических ужасов Говарда Лавкрафта.

### Выпуск
Первое упоминание о Directive 8020 было зафиксировано в феврале 2022 года при регистрации товарного знака. Впервые игра была показана в тизер-трейлере после титров в конце прошлой игры серии The Devil in Me, которая вышла 18 ноября 2022 года. Однако трейлер просочился в Интернет за день до выхода игры, раскрывая космическую тематику. 31 декабря 2023 года разработчики в Твиттере опубликовали короткий тизер на кануне Нового года. В августе 2024 года на Gamescom Supermassive Games показали трейлер игры и объявили её выход в 2025 году на Windows, PlayStation 5 и Xbox Series X/S.
12 февраля 2025 года на шоу State of Play было объявлено, что релиз игры состоится 2 октября 2025 года. 22 июля 2025 года Supermassive Games объявила о переносе релиза игры на первую половину 2026 года.

## Продолжение
В феврале 2022 года Supermassive Games подала заявку на регистрацию товарных знаков для будущих игр серии: The Craven Man, Directive 8020, Intercession, Winterfold, O Death, а также Switchback, который позже оказался спин-оффом Switchback VR для PlayStation VR2, вышедший 16 марта 2023 года.